# Aat van der Giessen
Arie Cornelis (Aat) van der Giessen (Krimpen aan den IJssel, 2 augustus 1916 – Kamp Haaren, juli 1944) was een Nederlands SOE-agent tijdens de Tweede Wereldoorlog. Hij werd slachtoffer van het Englandspiel. 

## Biografie
Aat van der Giessen werd geboren in Krimpen aan den IJssel als zoon van Cornelis van der Giessen en Maartje Oosthoek. Zijn vader was eigenaar van de scheepswerf Van der Giessen. Hij studeerde scheepsbouw en werkte op de scheepswerf van zijn vader.

### Tweede Wereldoorlog
Van der Giessen was luitenant-ter-zee der derde klasse bijzondere diensten. Na het uitbreken van de oorlog ging hij met de marine naar Engeland, alwaar hij werd opgeleid tot SOE-agent. Op 1 oktober 1942 werd hij met een sabotage opdracht bij Steenwijk geparachuteerd, waar hij werd opgewacht door de Sicherheitsdienst. Hij werd vastgezet in Kamp Haaren. Op 21 november lukte het hem, samen met Jack van Rietschoten en Antonius Johannes Wegner, te ontsnappen.
In mei 1944 ging hij samen met Van Rietschoten op weg naar Engeland. Op 5 mei 1944 werden zij, op aanwijzing van Christiaan Lindemans, in Roosendaal  gearresteerd. Ze werden overgebracht naar kamp Haaren.
Na de invasie in Frankrijk werd besloten om de belangrijkste gevangenen uit Haaren over te plaatsen. Met het oog hierop werd een overzicht van gevangenen opgesteld en overhandigd aan Erich Deppner. Hij beval om Van der Giessen en Van Rietschoten beiden "op de vlucht neer te schieten" (“auf der Flucht zu erschiessen"). Op 10 juni 1944 werden zij in Haaren geëxecuteerd, op een afstand van ongeveer 500 meter van het kamp, aan de hoofdweg van Tilburg naar Den Bosch. Hun lichamen werden gecremeerd in het crematorium van Kamp Vught.

## Eerbetoon
- Van der Giessen werd in 1954 postuum onderscheiden met het Bronzen Kruis.[8]
- Zijn naam staat vermeld op de Erelijst van Gevallenen 1940-1945.[9]
- Voor zijn woonadres Schaardijk 21 in Krimpen aan de IJssel is een stolperstein geplaatst.[10]